# Trollvinter i Mumindalen
Trollvinter i Mumindalen (finska: Muumien taikatalvi, engelska: Moomins and the Winter Wonderland) är en finsk-polsk dockanimerad film från 2017 som bygger på Tove Janssons bok Trollvinter från 1958. Filmen presenterades ursprungligen med titeln Muumien joulu. Detta är den tredje filmen baserad på Muminvärlden och den första långfilmen från polska studion Animoon att distribueras på bio.

## Handling
Vintern kommer till Mumindalen. Snusmumriken lägger ryggsäcken på ryggen och drar iväg på sina resor medan Muminfamiljen förbereder sig för att gå i ide. Mumin bestämmer sig dock för att hålla sig vaken och utforska vintern. Förutom det välbekanta, myllrar den snötäckta dalen av besökare av alla slag. När Mumin hör om den mörkaste årstidens mest speciella gäst, bestämmer han sig för att göra allt för att gästen skall känna sig välkommen. Gästen heter Julen och dess ankomst åtföljs av många mystiska specialförberedelser.

## Rollista
| Roll               | Finsk röst        | Svensk röst       |
| ------------------ | ----------------- | ----------------- |
| Berättare          | Vesa Vierikko     | Stina Ekblad      |
| Mumintrollet       | Akira Takaki      | Bill Skarsgård    |
| Muminpappan        | Oiva Lohtander    | Stellan Skarsgård |
| Muminmamman        | Maria Sid         | Maria Sid         |
| Lilla My           | Diandra Flores    | Alicia Vikander   |
| Hemulen            | Niklas Åkerfelt   | Niklas Åkerfelt   |
| Snusmumriken       | Niklas Åkerfelt   | Niklas Åkerfelt   |
| Too-Ticki          | Nina Hukkinen     | Stina Ekblad      |
| Ynk von Jämmerlund | Saara Lehtonen    | Alicia Vikander   |
| Filofjonkan        | Saara Lehtonen    | Nina Hukkinen     |
| Gafsan             | Nina Hukkinen     | Maria Sid         |
| Mymlan             | Diandra Flores    | Nina Hukkinen     |
| Gamla Homsan       | Maria Sid         | Stina Ekblad      |
| Blonda Homsan      | Saara Lehtonen    | Maria Sid         |
| Rödhåriga Homsan   | Diandra Flores    | Nina Hukkinen     |
| Salome             | Maria Sid         | Maria Sid         |
| Knyttet            | Nina Hukkinen     | Nina Hukkinen     |
| Klippdassen        | Nina Hukkinen     | Nina Hukkinen     |
| Brevbäraren        | Vesa Vierikko     | Niklas Åkerfelt   |
| Ekorren            | Saara Lehtonen    | Nina Hukkinen     |
| Förfadern          | Terrence Scammell | Terrence Scammell |

- Svensk röstregi – Ira Carpelan
- Svensk översättning – Joel Backström
- Producenter – Ira Carpelan, Tom Carpelan
- Exekutiv producent – Stellan Skarsgård
- Svensk version producerad av Filmkompaniet Alpha[7]